# Sarcophaga thirionae
Sarcophaga thirionae är en tvåvingeart som först beskrevs av Andy Z. Lehrer 1976.  Sarcophaga thirionae ingår i släktet Sarcophaga och familjen köttflugor.
Artens utbredningsområde är Turkiet. Inga underarter finns listade i Catalogue of Life.